# Gerardus Joannes Vossius
Gerardus Joannes Vossius (Heidelberg, març de 1577 - Amsterdam, 17 de març de 1649), en realitat Gerrit Jansz, fou un teòleg protestant neerlandès, lingüista, historiador i humanista. Es considerava un homo universalis, perquè estava implicat en molts camps de la ciència.

## Vida
Era fill del pastor calvinista Joannes Vossius i de Cornelia van Buel. Joannes Vossius havia fugit de Roermond, (Països Baixos) a la veïna Alemanya, a causa de la persecució dels protestants. Estudià teologia a Heidelberg des del 1571, i el 1573 esdevingué pastor d'un poble proper. Després d'això, es casà amb la seua antiga companya de pis, Cornelia van Buel. El 1577, després del naixement de Gerardus Joannes, la família del pastor va haver de deixar el Palatinat, perquè el nou senyor, el luterà Lluís VI, perseguia els calvinistes. El pare de Vossius fou pastor a Leimuiden i Veurne i des del 1583 a Dordrecht, on ell i la seua muller van morir poc després. Gerard i la seua germana Anthonia van ser criats per Barbara van Rossum, viuda del pastor Jacob van der Myle. Vossius assistí a l'Escola Llatina de Dordrecht, i després anà al Col·legi Universitari de Leiden. A Leiden assistí a les classes del filòleg Bonaventura Vulcanius, del matemàtic Willebrord Snellius, i dels filòsofs Petrus Bertius i Petrus Molinaeus, sota la direcció del qual va ser promogut a mestre en arts el 1598. Assistí també a les conferències dels teòlegs Joannes Kuchlinus, Lucas Trelcat (el vell), Franciscus Gomarus i Franciscus Junius (el vell). No va poder completar els estudis, ja que va ser cridat de nou pel consell de Dordrecht el 1600 per a ensenyar-hi en l'Escola Llatina (l'actual escola secundària Johan de Witt). Poc després va ser nomenat rector d'aquesta institució (1600-1615).
Arran de la seua primera gran publicació, les Institutiones oratoriæ (1606), es va fer famós com a home de ciència. Va ser amic d'Hugo Grotius des del 1613, a qui regularment va prestar llibres de la seua extensa biblioteca, també durant el període en què Grotius estigué empresonat al castell de Loevestein. Hugo Grotius probablement es va escapar dins un cofre de llibres de Gerardus Vossius. El 1615, per la intercessió de Grotius, Vossius va ser nomenat rector del Col·legi Universitari de Leiden, i en fou acomiadat el 1619, acusat d'heretgia arminianista, tot i que mai no s'havia manifestat públicament com a seguidor d'Arminius. A Anglaterra, on el seu nom i el seu magisteri eren molt respectats, com en moltes altres parts d'Europa, se li va oferir el 1624 un càrrec de professor en la Universitat de Cambridge en condicions molt avantatjoses, però no el va acceptar, i finalment, el 1625, va accedir a la càtedra de Leiden de llengua i literatura gregues.
El 1631, Vossius renuncià com a professor a Leiden. Juntament amb Caspar Barlaeus (filòleg i filòsof, acomiadat també el 1619 com a vicerector del Col·legi Universitari), va anar a Amsterdam a fundar l'Atenaeum Illustre, el precedent de la Universitat d'Amsterdam.
Vossius va ser especialment influent a causa de les seues publicacions, que van cobrir gran part del camp de la ciència d'aquell temps. A més del gran manual sobre eloqüència, el seu primer treball científic, va escriure tres altres llibres sobre retòrica: De rhetorices natura ac constitutione (1621), Rhetorica contracta (1621) i el manual escolar Elementa rhetorica (1626). Tres llibres sobre poètica van aparéixer a Amsterdam el 1647: De artis poeticæ natura ac constitutione liber, Poeticarum institutionum libri tres i De imitatione. Molt important va ser la gran trilogia sobre lingüística: De arte grammatica libri septem (1635), De vitii sermonis et glossematis Latino-barbaris libri quatuor (1645) i el publicat a títol pòstum Etymologicon Linguæ Latinæ (1662). També publicà sobre molts altres temes.
Els darrers anys de la seua vida foren anys de gran influència científica i de general reconeixement internacional. Tanmateix, també van estar marcats pel patiment i la pèrdua personal. Amb la filla del pastor Henricus Corputius, Elisabeth van den Corput, amb qui s'havia casat a Dordrecht el 17 de febrer de 1602, tenia dos fills i una filla; la mort d'Elisabeth s'esdevingué el 7 de febrer de 1606, i Vossius, el 28 d'agost de 1607, es casà de nou, també a Dordrecht, amb Elisabeth du Jon, filla del professor Franciscus Junius el vell. D'aquest segon matrimoni van nàixer tres filles i sis fills, inclòs Isaac Vossius. I quan ell morí, el 17 de març de 1649, tots els seus fills i filles, excepte Isaac (1618-1689), l'havien precedit en la mort.
El nom de Vossius perviu en el Centre Vossius d'Història de les Humanitats i les Ciències de la Universitat d'Amsterdam. El Vossius Gymnasium, un dels cinc principals instituts d'Amsterdam, també rep el seu nom.

## Obres
- De Historicis Græcis Libri IV (Historiadors grecs, 1602, 1624)
- Commentariorum Rhetoricorum oratoriarum institutionum Libri VI (Comentaris sobre oradors, 1606)
- Dissertationes Tres de Tribus Symbolis, Apostolico, Athanasiano et Constantinopolitano (1613)
- Historia Pelagiana sive Historiæ de controversies quas Pelagius ejusque reliquiæ moverunt (Història del pelagianisme, 1618)
- Gerardi Johannis Vossii Rhetorices contractæ, sive, Partitionum oratoriarum libri V (1622)
- De Historicis Latinis Libri III (Historiadors llatins, 1627)
- Gerardi Ioh. Vossii V. CL. Theses theologicæ et historicæ de varijs doctrinæ Christianæ capitibus; quas, aliquot abhinc annis, disputandas proposuit in Academia Leidensi (1628)
- Ger. Jo. Vossii Elementa rhetorica oratoriis ejusdem partitionibus accommodata, inque usum scholarum Hollandiæ & West-Frisiæ emendatius edita. Editio prioribus accuratior & auctior (1631)
- Aristarchus, sive de arte grammatica (1635 i 1695; reimpressió en 2 vols., 1833–35)
- De Theologia Gentili (1642)
- De artis poeticæ natura ac constitutione liber (1647)
- Poeticarum Institutionum Libri Tres (1647)
- Gerardi Iohannis Vossi Rhetorices contractæ, sive, Partitionum oratoriarum libri V (1655)
- Joh. Gerardi Vossii De philosophia et philosophorum sectis libri II (1657)
- Etymologicon linguæ Latinæ (Etimologia del llatí, 1662; reimpressió en dos vols., 1762–63)
- Vossius in supplementum vulgaris grammatices contractus (1665)
- Gerardi Joan. Vossii et clarorum virorum ad eum epistolæ, correspondència de Gerardus Joannes Vossius (1690-1691)
- Doctissimi clarissimique Gerardi Joannis Vossii et ad eum virorum eruditione celeberrimorum epistolæ quas inter centum ferme numerantur illustriss. Guil. Laud, Archiep. Cantuar. Ja. Usserii, Armachani, Edw. Pocockii, Tho. Farnabii, etc. : multi præclara theologica, critica, historica, philosophica camplexæ (1693)